# Husbryggeriet Jacobsen
Husbryggeriet Jacobsen er en afdeling under Carlsberg Danmark, som driver et mikrobryggeri i Carlsberg's bygninger. Det åbnede i Valby 1. juni 2005. Navnet er afledt af Carlsbergs grundlægger J.C. Jacobsen, som var meget optaget af høj kvalitet. 
Bryggeriet brygger såkaldt specialøl, som der er blevet et større marked for i Danmark i de seneste år. Øllet eksporteres desuden i mindre mængder til Sverige, Norge, Finland og USA m.fl., og fra oktober 2006 også til Storbritannien.
Jacobsens bryggerichef er Morten Ibsen der har markeret sig i medierne med et ønske om at styrke det nordiske køkken bl.a. i udviklingen af nye øl på Jacobsen.
Jacobsen har en, for et mikrobryggeri, større årlig kapacitet på 17.000 hektoliter, hvilket gjorde, at de ved åbningen mødte kritik fra mindre specialølsbryggerier, som frygtede for deres salg.
Jacobsen brygger både øl med eget navn, samt øllene i Carlsbergs Semper Ardens-serie. Bryggeriet er placeret i sammenhæng med Carlsbergs besøgscenter.